# Yde
Yde is een dorp in de gemeente Tynaarlo in de Nederlandse provincie Drenthe.
Het dorp heeft 845 inwoners en ligt rond een brink die, gerekend naar de afmeting van het dorp, verhoudingsgewijs zeer groot is. Het dorp vormt een geheel met De Punt en wordt in de volksmond dan ook vaak aangeduid als "Yde-De Punt". Ook de plaatselijke voetbalclub heet Yde De Punt.
Yde komt in oude bronnen voor onder de naam Ide, Yde, IJde, Idon, Ida, IJda, IJ en op zijn Drents Ie. De naam kan afgeleid zijn van iwithja, wat een groep taxusbomen betekent. Ook kan het afgeleid zijn van de persoonsnaam Aida of Ide, van oorsprong uit Scandinavië.

## Gelmarus van Yde
De eerste keer dat, voor zover bekend is, Yde met name genoemd wordt in een oorkonde is in het jaar 1207 waarin Gelmarus van Yde (Gelmarus van Ide) als getuige genoemd, samen met Rudolf en Mense van Peize, Hendrik van Norg, Barthold van Eelde en Wesensz van Bunne bij de overdracht van de kerken van Steenwijk en Borne (Overijssel) en de kapel in Westerbork door Fredericus, abt van het klooster Ruinen aan de Bisschop van Utrecht. Fredericus kreeg hiervoor in ruil de kerk van Beilen. Het betrof hier een belangrijke transactie en uit het feit, dat Gelmarus (Galmarus) de overeenkomst mede ondertekende valt op te maken, dat hij een vrij invloedrijk persoon was.
Yde was toen een kleine nederzetting of gehucht van ongeveer 14 boerderijen. De nederzetting ligt op een hoge zandrug tussen de stroomdalgebieden van de Drentsche Aa en de Runsloot en het ontwikkelde zich als een esdorp met drie brinken en kleine akkers (esakkers) bij het dorp en graslanden (madelanden) in de laaggelegen stroomdalgebieden ten westen en ten oosten van het dorp. Buiten de esakkertjes lagen grote heidevelden met hoge zandduinen, venen en kleine bossen. Eeuwenlang woonden er alleen maar boeren.

## Breukenboom
In het dorp staan, bij een voormalige smidse, twee breukenbomen. Dit zijn heilige bomen die lijders aan breuken kunnen genezen, als men aan het volksgeloof waarde hecht. In het verleden gingen breuklijders naar Yde naar de smid Willem Nijenhuis. Zij moesten drie spijkers in de boom slaan, terwijl de smid zijn spreuk murmelde. Als de schors over de kop van de spijkers was gegroeid, zou de patiënt genezen zijn.

## Het meisje van Yde
Op 12 mei 1897 werd ten zuiden van Yde, maar eigenlijk dichter bij het dorp Vries, in het Stijfveen een veenlijk gevonden, dat bekend werd onder de naam het meisje van Yde. Nabij de vindplaats van het meisje is in 2010 een land art-project ingericht, dat werd ontworpen door de Groninger kunstenaar Derk den Boer en de titel Gebroken Cirkel heeft gekregen.

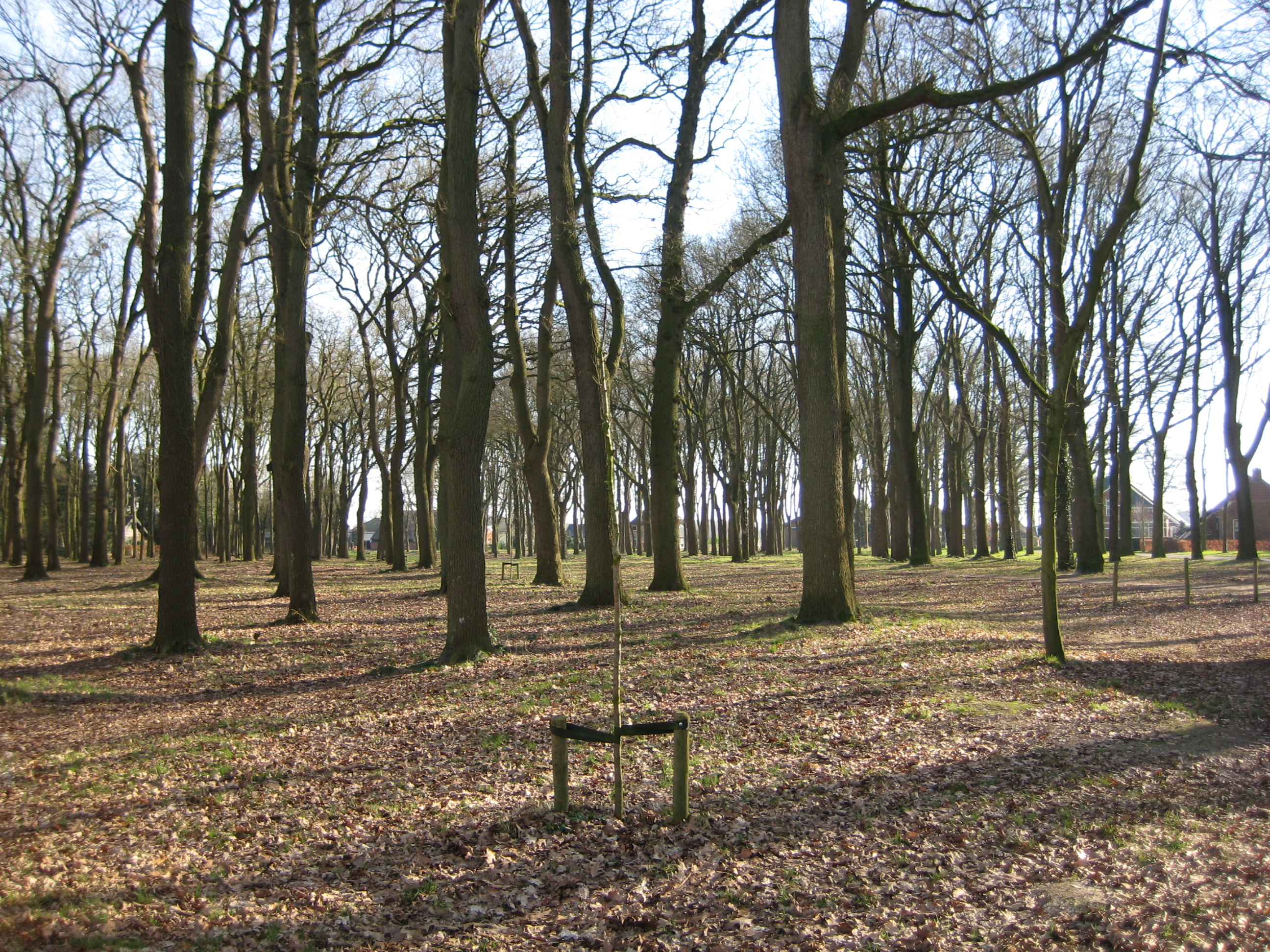
De Brink van Yde
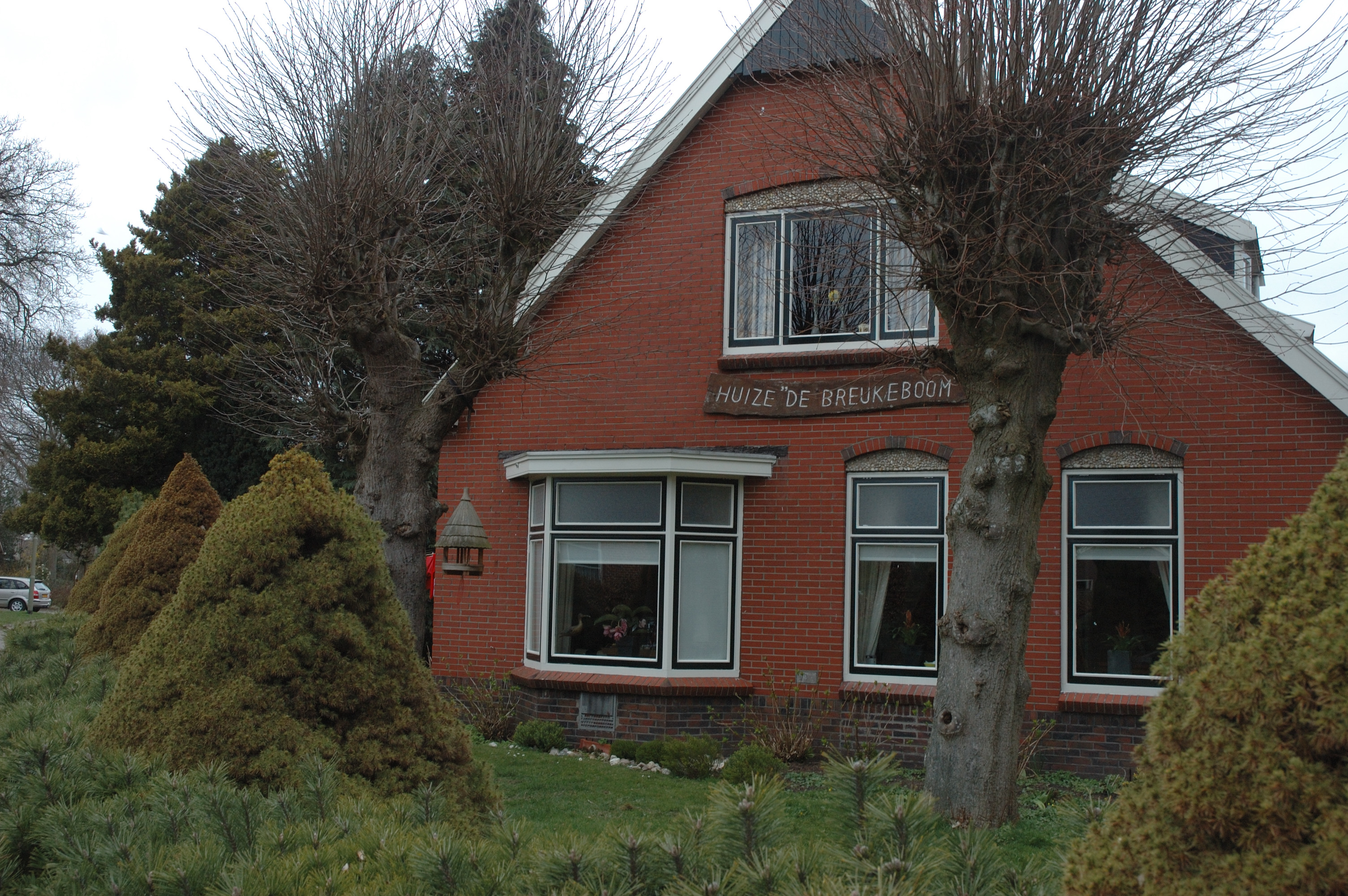
Breukenbomen
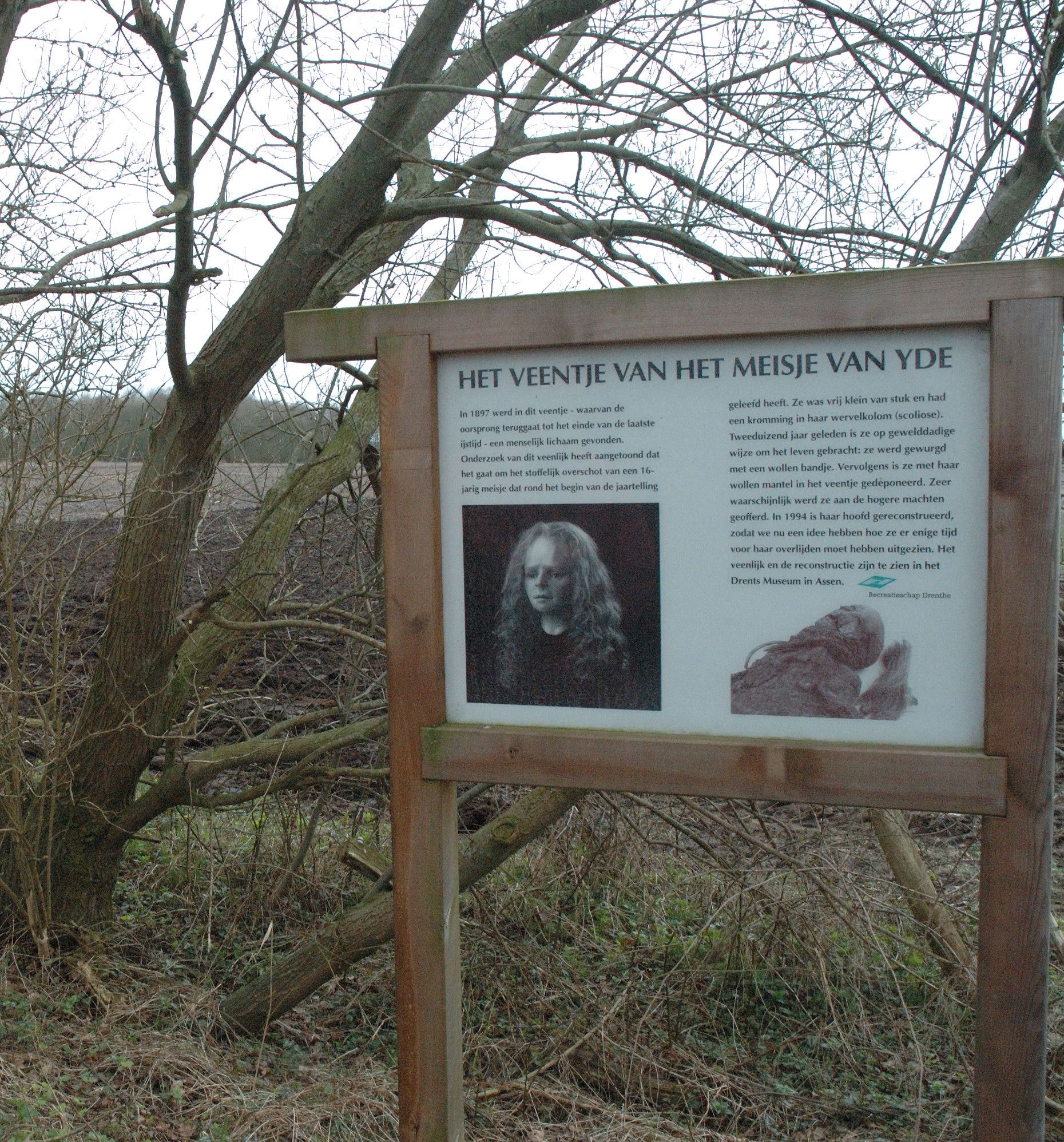
Het meisje van Yde

Dorpen: Bunne · De Groeve · De Punt · Donderen · Eelde · Eelderwolde · Midlaren · Oudemolen · Paterswolde (deels) · Taarlo · Tynaarlo · Vries · Winde · Yde · Zeegse · Zeijen · Zuidlaarderveen · Zuidlaren (Schuilingsoord · Westlaren)

Buurtschappen: Bokkenstreek · Bruilweering (deels) · Halfweg · Luchtenburg · Oosterbroek · Plankensloot · Schelfhorst · Zuideinde

Drenthe: Steden en dorpen      Nederland: Provincies · Gemeenten